# Initial D
Az Initial D mangáját Shuichi Shigeno készítette, amit a Young magazin folyóirat közölt 1995-től. Alkalmas volt arra, hogy anime sorozatot és filmet készítsenek belőle, amit az Avex és a Media Asia meg is tett.
Mind a manga (képregény), mind az anime (rajzfilm) az illegális utcai versenyekről szól, ahol minden a kihalt hegyi utakon történik éjjel, a városi utcák helyett. A drift nevű vezetési stílus dominál, amely a ralipályákon született, és gyorsan közönségkedvenccé vált a látvány miatt. A történetben legtöbbször Gunma tartományban láthatjuk a szereplőket, a városok körül levő hegyeken.

## Kiadások

### Manga kiadások
- Initial D manga (japán kiadás) – 32 kötetes (1995-től – minden 5 hónapban 1 új kötet)
- Initial D manga (Tokyopop/angol kiadás) – 22 kötetes (2002-től – minden 2 hónapban 1 új kötet)

### Anime kiadások
Az Avex az animét stage-ekben adta ki.
- Initial D 1. Stage – 26 rész (1998)
- Initial D 2. Stage – 13 rész (1999)
- Initial D Extra Stage OVA – 2 részes hosszú sztori az Impact Blue-ról(2000)
- Initial D 3. Stage – egy 2 órás movie (2001)
- Initial D Battle Stage – egy 50 perces movie (2002)
- Initial D 4. Stage – 24 rész (2004–2006)
- Initial D Battle Stage 2 – 50 perces movie (2007)
- Initial D Extra Stage 2 – 50 perces OVA történet Mako-ról és Iketani-ról (2008)
- Initial D 5. Stage – 14 rész (2012-2013)
- Initial D: Final Stage – 4 rész (TV), teljes film (Blu-ray, DVD) (2014)

### Játékok
Számos videójáték jött létre az Initial D-ről:
- Initial D Arcade Stage Ver. 1 (Arcade)
- Initial D Arcade Stage Ver. 2 (Arcade)
- Initial D Arcade Stage Ver. 3 (Arcade)
- Initial D (Sega Saturn)
- Initial D (PlayStation)
- Initial D Special Stage (PlayStation 2)
- Initial D Mountain Vengeance (Windows)
- Initial D Street Stage (PlayStation Portable
- Initial D Gaiden (Game Boy)
- Initial D Another Stage (Game Boy Advance)
- Initial D kártyajáték (gyűjtögetős kártyajáték)
- Initial D Extreme Stage (PlayStation 3)

## Módosítások az angol nyelvű verzióban
Az animéből és a mangából is készült angol nyelvű változat. Sok rajongó feltette a kérdést, hogy ha néhány szereplő nevét megváltoztattak és más becenevet adtak nekik, akkor miért nem lehetett az összeset megváltoztatni. Példaként, a főszereplő, Takumi nevét "Tak"-ra változtatták, és a legjobb barátjának, Itsukinak is a nevét megváltoztatták "Iggy"-re; de sok szereplőnek, például Takumi apukájának a neve megmaradt. Ezeket a neveket rakta a Sega az Arcade videójátékokba is (lejjebb láthatod), valószínűleg a nevek hossza miatt. A legtöbb néző inkább a japán verziót szeretné nézni. Az átalakításban a TOKYOPOP kivágta a szereplők nemi jeleneteit, ami az 1. és a 9. kötetben van az eredeti tankobon mangában. A fordításba un. "utcai szleng" szavakat is beleraktak (például a driftet "slammin'"-ként nevezték el), és olyannal is megvádolták a Tokyopopot, hogy a mangában eltávolították a szereplők autóinak különleges neveit. A társaság még a zenét is megváltoztatta a sorozatban (az eurobeat számokat rap és hiphop számokra változtatták egy DJ Milky nevezetű srác segítségével). A legnagyobb módosítás akkor történt, mikor az animébe a "Halálos iramban" zenéit tették némi szerkesztéssel, így "amerikanizálhatták" a TV-n.
Számos rajongó negatívan reagált a változásokra (főleg a nevek megváltoztatására), és azt mondta, hogy ő jobban szereti az eredeti sorozatot. Eredményként minden rajongó a TOKYOPOP-ot és az Avexet hibáztatta, hogy ezzel mindenkit 'kizsebeltek'. Úgy érzik, hogy a változások a sztoriban rossz irányba vezetnek.
A változások és az azt követő rajongói visszajelzések eredményeként, számos rajongó az törvénytelen rajongói feliratok és a japán anime mellett döntött, hogy megmutassák, a TOKYOPOP kiadások rosszak. A TokyoPop és az alkalmazottjai azt mondták a rajongók 'kételkedéseire', hogy nagyon vigyázzanak rájuk.
A TokyoPop fórumain a csapat tagjai azt mondták, hogy ezek a dolgok azért történtek, hogy futhasson az Initial D az amerikai televíziókban is. Mindenesetre, talán ez az "amerikanizálás" ötlet visszafele sült el a TokyoPopnak, mivel a Cartoon Network állítólag visszautasította a vetítést.

## Vázlat
|  | Alább a cselekmény részletei következnek! |

A 90-es évek végén, a Gunma prefektúrában, a történet egy Fujiwara Takumi nevezetű srác életét követi, aki az apjának segít: minden reggel tofut szállít az Akinán (hegy) lévő hotelba az édesapja Toyota Sprinter Trueno GT-APEX típusú autójával. A típus gyári kódja miatt ezt hívják AE86-nak, vagy csak 86-nak. Japán neve, a HacsiRokü annyit jelent, hogy NyolcHat. A sorozat folyamán kiderül, hogy Takumi már a jogosítvány megszerzése előtt is minden hajnalban a hegyekben autózott, ennek köszönhetően megtanulta a minden időjárási körülmények közötti gyors és precíz vezetést.
A hegyi versenyeken a győzelem nem csak az erőn múlik. Remek súlyelosztás, tehetség és bátorság kell hozzá. A hegyi verseny két részre van felosztva: lejtős versenyre vagy emelkedős versenyre. Az emelkedős versenyeken az erő és az autó gyorsulása számít. A lejtőkön a vezető fékezési és kanyarodási technikája számít, és nem az autó ereje.

### 1. stage
A sztori ott kezdődik, hogy a RedSuns, egy Akagi hegyéről való csapat elmegy, hogy kihívja a helybéli SpeedStars csapatot egy "barátságos" meccsre. Miután látják, hogy milyen ügyetlen az ellenfelük, nem akarnak megszégyenülni, és inkább titokban tartják ezt a találkozót, de Keisuke úgy dönt, hogy ő elmegy versenyezni. Mikor a SpeedStars csapatának vezetője, Iketani balesetezik gyakorlás közben, úgy gondolja a csapat, hogy azonnal keresni kell egy versenyzőt a helyére.
Iketani megtudja Yuichitól, hogy Akina leggyorsabbja egy panda-színű AE86 tulajdonosa, amivel mindig tofut szállítanak, és egy tofu-bolt előtt áll. Azt is elmondja, hogy Fujiwara Bunta, a bolt vezetője, fiatal korában nagyszerű versenyző volt. Iketani elmegy az öregemberhez, hogy megkérje, ő versenyezzen a RedSuns ellen. Iketani biztos benne, hogy Bunta el fog jönni, hogy megmentse őket. De mikor eljön a verseny ideje, Takumi jelenik meg a Toyota Sprinter Trueno AE86-tal. Habár elsőnek vonakodnak tőle, hogy Takumi versenyezzen, de Iketani megengedi neki, miután kiderül, hogy ő "Akina szelleme" és hogy ő győzte le Keisukét, mikor szállított egy nap. Takumi legyőzi első ellenfelét, Takahashi Keisukét és az ő Mazda RX-7 FD3S-ét és ezzel véget ér a RedSuns csapat győzedelmi fonala.
Eredetileg Takumit nem érdekli a verseny, csak azért áll ki Keisuke ellen, mert az apja győzelem esetére egy tele tank üzemanyagot helyez kilátásba. Csak akkor kezdi el érdekelni a versenyzés, mikor több kihívója akad (ketten a Myogi hegyről való Night Kids csapatból és még egy az Impact Blue csapatból). A második kihívónál egy kissé agresszívvá válik, mikor nekimegy az ellenfele a hátsó lökhárítójának, és így kipördül. Szerencsére Takumi tudta irányítani az AE86-ot és sikeresen visszafordította az eredeti menetére és utol érte az ellenfelét. Később az Impact Blue csapat Nissan Sil80-as autója hívja ki, amit egy női versenyzőpáros vezet. Itt versenyez Takumi elsőnek Akina hegyén kívül.
A későbbiekben Takahashi Keisuke legyőzése után, Night Kids első legjobb versenyzője Takeshi Nakazato akinek egy Nissan Skyline R32-ese van. Nakazato felfigyelt Takumira és rögtön kihívta őt egy versenyre. Takumi persze nem először nem szerette volna elfogadni a versenyzést mivel nem akarta. De későbbiekben Iketani, Kenji és Itsuki meggyőzte őt, hogy fogadja el. Takumi elfogadta későbbiekben a kihívást. Mikor elindult volna akkor jött rá, hogy az édesapja Bunta elvitte az autót valamerre. Iketani eléggé stresszelt mert azthitte, hogy feladta és nem megy el a versenyre, Takumi és így érzett ez iránt. Miután Bunta visszajött elment Akinánára ahol versenybe szállt Takeshi Nakazatoval. Mikor a verseny elkezdődött a Takahashi fivérek elkezdték követik a két versenyzőt. A vége felé Takumi bevetette a 86-os fényszóróját és a vízvezetőn keresztül megelőzte az R32-est, Nakazato eközben elvesztette az irányítást és nekihajtott egy gyönyörű szalagkorlátnak így elveszítve a meccset.
Minden verseny látszólag egyenlőtlennek tűnik, mivel egy sokkal erősebb autó ellen nem igazán lehet versenyezni. Pláne a Shingo elleni meccsben, ahol a versenyzők egyik kezét szigetelőszalaggal a kormányhoz rögzítik, így a kanyarodás nagyon korlátozott, ráadásul Takumi sosem csinált ilyesmit ezelőtt, de szerencsére feltalálja magát, és legyőzi ellenfelét. Shingo még meg is próbálta lelökni a sziklákra, hogy dupla balesettel legalább döntetlent érjen el, de az AE86 visszatért, ellentétben Shingo Honda Civic EG6-osával. Az Impact Blue elleni meccse pedig azért volt nagyon nehéz, mert ott versenyzett elsőként Akina pályáján kívül.
Takumi első esős versenye Nakamura Kenta ellen volt, a RedSuns tagja ellen, aki egy Nissan Silvia S14-est vezet. A verseny az Akagi RedSuns és a Myogi Night Kids közti meccs után zajlott le, ahol még nem esett annyira az eső. Nakazato vezetett, csak a verseny végére már a kerekei elvesztették a tapadásukat, és így Keisuke driftje le tudta előzni. Azután, a merész Kenta megkérte a nézőket, hogy akarják-e látni a közte és az AE86 közti meccset, és azt mondták, hogy igen. Takumi elfogadta a kihívást. Kenta, akinek egy erős autója volt, vezetett az egész emelkedőn, de mikor lejtőre kerültek, Takumi megelőzte és egy óriási előnnyel nyert. Ez volt Takumi meccsei közül a legkönnyebb, mivel nagyon sok tapasztalata van minden évszakban.
Mialatt Takumi versenyez a nyári időkben, Keisuke testvére, Takahashi Ryosuke, az Akagi RedSuns csapat vezetője, létrehoz egy "tökéletes tervet" a számítógépében bízva, hogy legyőzze Takumit. A nyár vége felé, Ryosuke kihívja Takumit egy versenyre, de veszít mikor megelőzi Takumi egy célhoz közeli kanyarban. Ryosuke elismeri, hogy Takumi a gyorsabb, és azt tanácsolja neki, hogy ne legyen elégedett Akina kis pályájával, hanem keressen nagyobb kihívókat azon kívül.

### 2. stage
Egy Emperor nevű csapat bukkan fel vezetőjével, Sudo Kyoichival és Lancer Evo-s versenyzőkkel. A Gunmán levő összes csapatot kihívják és legyőzik a hegyükön. Kyoichi igazi célja az, hogy egy visszavágót kérjen Takahashi Ryosukétől, de nem tudja, hogy nemrég Takumi legyőzte. Miután megtudja, az Emperor csapat kihívja az Akina SpeedStars csapatot, abban a reményben, hogy Takumi versenyezni fog majd velük. Takumi lesz az első versenyző, aki legyőzi az Emperor csapatot, mikor legyőzi a csapat második legjobb vezetőjét, Iwaki Seijit a lejtőn.
Ezután Kyoichi kihívja Takumit egy meccsre, hogy megtanítsa néhány dologra, és hogy utána versenyezhessen Ryosukéval. Habár az elején nem érdekli, mégis úgy dönt, hogy elmegy Akagi hegyére. A verseny alatt Takumi 86-osának a motorja felforr és teljesen tönkremegy. Kyoichi elmondja Takuminak, hogy hátrány egy ilyen öreg autóval versenyezni ebben a modern utcai versenyben. Az Emperor vezetője nem fogadta el ezt igazi versenynek. Azt mondja Takuminak, hogy szerezzen egy sokkal versenyképesebb autót, és versenyezzen vele újra. A veszteség nem a 86-os motorja miatt volt, ahogy azt Ryosuke mondja, hanem amiatt, hogy Takumi még nem vezetett Akaginál azelőtt és nem tudott semmit a pályáról, amit felhasználhatott volna. Végül is, tényleg ő volt elől, egy erős Lancer Evo 3 előtt. Ha Takumi legalább egy kicsit ismerte volna a pályát, a meccs másképp is alakulhatott volna.
Végül, a várva várt meccs elérkezik. Kyoichi éhes volt a Ryosuke elleni győzelmére. A verseny a fehér FC vezetésével kezdődik, ahova Kyoichi dirett kitervezett egy új technikát, az X-szimulációt. A verseny felénél, a fekete Evo 3 megelőzi Ryosukét és elől megy, egészen addig, még Ryosuke rá nem jön az ellenfele gyenge pontjára. Miután újra legyőzi Kyoichit, elmagyarázza neki, hogy még mindig fél a jobbkezes kanyaroktól, ahol az autónak a szembejövő sávba kell mennie, hogy bevehesse a kanyart. Az ő hegye, Irohazaka, egy egysávos út, és ezért nem tudja majd legyőzni a félelmét.
Bunta, aki tudta, hogy a 86-osban levő motor el fog romlani, már korábban vett egy új motort bele – egy magas fordulatú, versenyzésre tervezett variációját a szabványos Toyota 4A-GE 20 szelepes motornak. A motort új fordulatszámmérő nélkül szerelte be, hogy megtanítsa Takumit a mechanikai ismertség megtanulásának fontosságára és hogy megértesse vele, hogy miért viselkedik úgy az autó, ahogy viselkedik. Takumi összetalálkozik egy Wataru nevű 86 vezetővel, aki miután meglepődik Takumi mechanikai tudatlanságán, felvilágosítja, hogy a motor egy rendkívül erős változat, és hogy különféle új alkatrészeket igényel, például egy magas fordulatszámig skálázott fordulatszámmérőt.
Miután Takumi módosítja az autót, Wataru kihívja, hogy versenyezzenek, ahol Takumi akar. Takumi Wataru hazai pályáját, Shomarut választja, egy elhagyatott, és nagyon veszélyes hegyet. A versenyből egy állópróba lesz, ahol az üldözőnek le kell előznie az elől levőt, hogy véget érjen a meccs. Wataru és Takumi sokszor cserélnek helyet, amíg Takumi rá nem jön egy kis változásra a kanyarok között, és leelőzi Watarut az egyik egyenesben, amely nemrég még túl keskeny volt, hogy megtegye.

### Extra stage
Az 1. stageben megjelent női versenyző-csapat előnyben részesítésében, ez az OVA jobban fókuszál az Impact Blue tökéletes párosára, mint Takumira és a többi főszereplőre.
Amikor kezdődik az Extra Stage, Mako érzelmi hullámba kerül Iketani visszautasítása miatt, mialatt Sayuki gyerekkori barátja, Shingo (a Myogi Night Kids csapatból) és csapattársa, Nakazato megérkezik, hogy figyelmeztesse őket az Emperor csapatról, amely a Night Kids csapatatot már legyőzte a saját pályájukon, mint a többi csapatot is a régióban. Mako vezetésére nagy hatással van az érzelme, és aggódik miatta, hogy nem tudna megfelelni az Emperor csapat kihívásának a jelenlegi helyzetében. Végül megjelenik az Evo páros Usuinál. A kihívó, egy öntelt Evo 4 vezető, leócsárolja a női versenyzőket, és biztos benne, hogy ő fog nyerni. Később a versenyben, az Evo 4 a Sil80-as mögött tud maradni, egészen a leghosszabb kanyarig, a C-121-ig, ahol hozzáér a korláthoz és elveszti az irányítást. Shingo és Nakazato elkéstek, és nem tudták megnézni a meccset. Azt gondolták, hogy a lányok már vesztettek, már meg is akarták őket vigasztalni, hogy őket is legyőzték a saját pályájukon, de Sayuki elmondja, hogy ők nyertek. A Night Kids vezetői megrémültek, és azt gondolták, hogy az Emperor csak a második emberüket küldte el.
Habár Mako eldöntötte, hogy egy pillanatra sem kell neki férfi az életébe, fokozatosan összeismerkedik Shingo egyik barátjával, Miyaharával, miután Shingo és Sayuki is körültekintően házaspárt játszik. Miyahara maga is egy versenyző, de nem a legjobb, és arra gondol, hogy feladja a versenyzést, mert úgy gondolja, hogy elérte a legmagasabb szintet, amit csak tudott, és nem szándékozik továbbmenni. Már nem érdekli a versenyzés. Egy piros Toyota MR2-est vezet és az a terve, hogy egy SUV-ot vezessen azzal a céllal, hogy a verseny után letelepedhessen. Mako különösen érzi magát, tudja, hogy sok versenyző van, akinek a szintjét el akarja érni. Amikor Mako és Miyahara közelebb kerülnek, Miyahara elmondja, hogy azt szeretné, hogy Mako abbahagyja a versenyzést, nem csak a saját biztonsága miatt, hanem mert nem szeretne aggódni minden versenyzéskor a barátnője életéért.
Végül, miután Mako elviszi őt egy ismeretlen hegyre, a lány végre megértette, hogy miért nem akarja abbahagyni a versenyzést és rájött, hogy másvalakit szeret, mégpedig Iketanit.

### 3. stage
Ryosuke megközelíti Takumit egy ajánlattal, miszerint alapítani fog egy versenyző csapatot a Gunma területén levő legjobbakból, és azt szeretné, hogy Takumi is csatlakozzon.
Takumi nem akar dönteni, amíg helyre nem hozza a Sudou Kyoichi elleni meccsét. Megérkezik Kyoichi pályájára, és miután megy egyet a pályán, kihívja őt egy versenyre. Megakadályozza, hogy Kyoichi megelőzze, és véglegesíti győzelmét a cél előtti kanyarban. Miután legyőzi Kyoichit, egy helyi versenyző, Kogashiwa Kai, akinek az volt a terve, hogy legyőzze Kyoichit, miután megtudja, hogy már legyőzték, inkább Takumit hívja ki. Elmondja, hogy Kogashiwa Ken fia, aki egykor Bunta riválisa volt és hogy legyőzte őt Bunta egy fontos meccsben. Kai meglepi Takumit, mikor a "biztos nyerési sávban" megy, amit apukája mondott neki. Leelőzi Takumit egy hajtű-kanyar levágásával. Kai elidőzítette a stratégiáját, és így Takuminak időt adott, hogy felfogja, mi történik. Ő is ebben a sávban megy, hogy Kai mögött maradhasson. Bunta már a meccs előtt tudta, hogy Takumi e pont előtt lesz, és szűkszavúan beszél neki arról, hogy ez a pont lehet az egyetlen esélye. Mikor a verseny a vége felé halad, Takumi használja a barázdákat, hogy felhozza magát, és megelőzi Kait egy faleveles kanyarban a célvonal előtt.
Közeledik a karácsonyi szünet, mikor Natsuki meglepetésből elmegy Takumiék házához, és ott ünnepelik a karácsonyt együtt Buntával. Újév estéjén, Miki, egy idősebb tagja az iskolának, akit Takumi megütött Natsuki miatt (az 1. stageben láthatjátok egy visszaemlékezésben) megérkezik Natsuki munkahelyére, és megfenyegeti, hogy nagy jelenetet fog rendezni, ha nem száll be vele a kocsiba. Elviszi az Akina-tóhoz, abból a szándékból, hogy lefeküdjön vele, de miután megtudja, hogy már foglalt, megharagszik és megpróbálja megerőszakolni. Natsukinak sikerül egy kis időre elmenekülnie az autóből és szól Takuminak. Miki, mikor meghallja Takumi nevét, és rájön, hogy Natsuki őt szereti, és hogy eljön majd megmenteni a barátnője életét, másik helyet választ. Elmennek Takumi mellett, aki a szembejövő sávban jön. Gyorsan visszafordul, hogy kövesse Mikit. Mikor Miki megpróbál meglógni, túl gyorsan vesz be egy kanyart a havas úton, elveszti az irányítását, és nekicsapódik a korlátnak. Azután Takumi hazaviszi Natsukit, és útközben megvallják az érzéseiket. Amikor eljön a tavasz, Takumi elmondja Ryosukénak, hogy újra versenyezni akar vele, most Akagi hegyénél, mielőtt eldöntené, hogy belép-e a csapatba. Még nem világos, hogy ki nyeri meg a versenyt, de a verseny alatt Keisuke elmondja a többi RedSuns csapattagnak, hogy a verseny nem a győzelemért vagy a vereségért folyik. Amikor a cél fele haladnak egymás mellett, Takumi eldönti, hogy követi Ryosukét és csatlakozik a csapathoz.

### Battle stage
Az Initial D Battle Stage (special) összefoglalja a jelentős versenyeket a tv-sorozatokból. Itt jobbak a jelenetek, mint a tv-sorozatokban, mivel újraanimáltak minden eredeti CG-s autót és hátteret egy új számítógépes grafikai programmal. A special még tartalmaz egy bónuszrészt, ahol Keisuke sárga FD3S-e Seiji fehér Evo 4-e ellen versenyez, ami az animében nem jelenik meg (habár a mangában igen). A zene teljesen új, a Super Eurobeat-től és a vendég-kommentárok is a legendás "Driftkirálytól", Keiichi Tsuchiyától származnak.

### 4. stage
A stage a Ryosuke által létrehozott Project D-n alapszik, ami magába foglalja Ryosukét (csapatvezető és a stratéga-alkotó), Fujiwara Takumit (lejtő-specialista) Keisukét (emelkedő-specialista) és néhány furgonvezetőt az Akagi RedSuns csapatból. A csapat végigutazza a régiót, kihívnak minden másik csapatot és az eredményeket közzéteszik a honlapjukon. Minden versenyt Ryosuke szervez meg, hogy fejlessze vezetőinek ügyességét.
Takumi lassan beképzeltebb és tudatosabb versenyző lesz, miközben Keisuke még csak fejleszti a technikáit. Takumi ösztönösen talál ki saját maga újabb technikákat egy kis Ryosukétól való ösztönzés után, mint például hogy hogy kapcsolja le a fényszóróját, hogy az ellenfele ne vegye észre, és hogy ne tudja blokkolni, és hogy hogy használja a súly-kimozdítást úgy, hogy megcsinálja az olyan manővereket, mint a barázda elkapós technikáját Akinánál.
A Project D ellenfelei fokozatosan erősebbé válnak. A kezdetekkor még a helyi ellenfelek könnyűek voltak, aztán fokozatosan erősebbé váltak, mint például mikor a Project D a Toudou versenyiskola tanulóit nézi ki, utána az iskola Tomoyuki Tachit, egy még most is profi versenyzőt sorol be, hogy megtorolják a vereségüket, és utána, mikor egy versenyző-csapat jelenik meg, akivel nemrég találkozott a Project D, egy raliversenyzőt hív, hogy versenyezzen Takumival egy ultra-könnyű autóval.
Ahogy a Project D hódítja a térséget, új kapcsolatok és régi ellenségek nehezítik a csapattagok dolgát. Keisuke Kyoko vonzóereje ellen harcol, egy női versenyző vonzóereje ellen, aki egy fekete Mazda RX7 FD-t vezet, és akivel nemrég a találkozásuk után szakít Keisuke, mondván, hogy egy barátnő túl sok időt vesz igénybe, és hogy így nem tudna koncentrálni a versenyeken. Keisuke összetöri Kyoko szívét, mikor megmondja neki, hogy ez a kapcsolat nem fog működni. Eközben Takumi régi riválisa és 86-os cimborája, Wataru nagy érdeklődéssel figyeli a Project D vitézeit, hogy találjon egy módot, hogy le tudja győzni őket.
A csapat összetalálkozik még egy különös csapattal, amely nem a tehetséget, hanem a csalást használja a győzelem érdekében. Összetörik Keisuke FD-jét, aki kölcsönkéri Kyoko FD-jét, hogy letarolja őket.
Végül a csapat összetalálkozik a Purple Shadow csapattal. Hoshino Kouzou, aki "aranylábú"-ként lett híres, köszönhető a remek lábmunkájának, és annak, hogy egy rejtelmes képesség birtokában van: sose veszti el a koncentrációját. Mialatt vezet, mindig hangosan ordít, hogy feloldja a hangulatát, és hogy meggátolja önmagát abban, hogy hibát kövessen el. Ennek a tehetségkombinációjának köszönhetően, képes driftbe vinni az összkerekes Nissan Skyline R34 GT-R-jét is, amit teljesen lehetetlen lenne megcsinálni, mert a gyári BNR34-nek ATTESA E-TS Pro rendszere van, ami helyrehozza az autót, ha el akarnánk veszteni az irányítását. Toshiya Joushima, Kouzou másik énje, aki "aranykezű"-ként lett híres, köszönhető a remek egykezes kormányzásának, amit a "szigetelőszalagos meccs"-nél lehet legjobban megfigyelni, mint például amit az 1. stageben láthattatok, mikor Takumi Shingo ellen versenyzett. Az egykezes technikájával képes limitálni az ellenkormányzást és így tökéletes driftet tud végrehajtani, megóvva így a kerekeit, és még gyorsabban is veszi be a kanyarokat. Joushima az utóbbi éveit csak azon töltötte, hogy megtalálja ennek a technikának a határát, és a tanulmányozása után, a Takumi elleni meccs végén megtanítja Takumit az egykezes vezetés teóriájára. Habár kételkedik benne, hogy Takumi egy kézzel fogja most már kezdeni a meccseit, reméli, hogy el fogja sajátítani a technikát, hogy előnyre tehessen szert a jövőben.

### Battle stage 2
Az Initial D Battle Stage 2 magába foglalja a legfontosabb meccseket az utóbbi 4. Stageből. Az utóbbi Battle Stage-el ellentétben, ennek a Battle Stagenek a részei nem lettek újra-animálva. Szinte teljesen csak a 4. Stage meccseire koncentrál, a Battle Digest DVD még tartalmaz egy MEGA-MIX-et is, ahol a 4. Stage versenyeit mutatja be 8 percen keresztül, (különböző zenéket mixeltek bele, amelyek közül egyik sem hallható a 4. Stage tv-sorozatban) csak a Battle Stage 2 számára. A kiadási dátum a DVD-t beletekintve 2007. május.

## Szereplők
Az Initial D szereplői és csapatai
Az Initial D-ben számtalan szereplő jelenik meg, sokuk csak néhány részre bukkan fel, mint például mikor versenyeznek a főszereplőkkel vagy más csapattagokkal. A leggyakrabban látható szereplők Fujiwara Takumi, a szerelme, Mogi Natsuki, az apja, Bunta, az Akina SpeedStars csapattagjai, és az Akagi RedSuns (később Project D lesz a nevük) csapattagjai.

## Játékok
Sok játék kapható, ami az animén alapszik. A leghíresebb talán az Initial D Arcade Stage, amit a Sega adott ki.
Az Initial D Arcade Stage egy hegyi versenyen kezdődik. A versenyek egyre nehezebbek lesznek a különböző pályákon, de játszhatunk bármelyiken is, bármelyik autóval, és bármelyik versenyzővel az animéből. A csapatok ezeken a hegyen versenyezhetnek:
1. Myogi (Kezdő szint),
2. Usui (Haladó szint),
3. Akagi (Nehéz szint), *A 2. verzióban jelenik meg
4. Akina (Nehéz szint),
5. Irohazaka (Profi szint), *A 2. verzióban jelenik meg
6. [Jeges pálya]Akina (Profi szint), *Csak a jeges stageben, a 3. verzióban jelenik meg
7. Happogahara (Profi szint),
8. Shomaru (Profi szint), *A 3. verzióban jelenik meg
9. Tsuchisaka (Profi szint), *A 3. verzióban jelenik meg

Majdnem minden stage kínál esős/száraz, nappali/éjjeli és emelkedős/lejtős változatot. Az egyetlen kivétel Akina jeges és Happogahara pályája, ahol mindig éjjel van, és persze nincs esős/száraz opció a havazásban. Néhány pályán vannak barázdák, amibe bele lehet rakni a kerekeket, és akkor a kormány szinte magától kanyarodik.
Az arcade gépek egy olyan rendszeren futnak, ahol az információkat egy kártyára lehet menteni. A játékos még tudja tuningolni is az autóját, amit majd a kártyára tud menteni. A gép még tartalmaz egy hálózati kábelt is, amivel könnyedén tud versenyezni egy partnere ellen.
Jelenleg a játék a 3. verziónál tart, habár tervezik már a 4. verziót is. A Sega ezen kívül még kiadott egy Special Stage-t PlayStation 2-re. A játék egyenértékűnek fog fel sok szereplőt és autót, mintha csak az első stageben lett volna mind. Mint például Happogahara, ami sokkal később jelenik meg az animében, mint ahogy azt a játék elképzeli.
A Sega még kiadott egy PSP verziót is 2006. február 23-án Initial D: Street Stage névvel. A játék semmiben sem hasonlít az Arcade Stage 3. verziójára.
A játék valószerűségétől függetlenül elismert a rajongók szembének. Sok autó a játékban sokkal gyorsabb, mint egy módosított AE86 az igazi életben, szóval a jobban kiképzett autók statisztikája (mint például a Nissan Skyline GT-R, Mitsubishi Lancer Evolution és a Mazda RX-7) nagyon legyengíti a játék valóságszerűségét.
Az új verzió, az Arcade Stage 4 teljesen újra lett tervezve. A váltókar lejjebb lett téve, hogy könnyebben el tudják érni. Ajánlott az ellenkormányzás és a lassítás a kanyarodáshoz, mint a valós életben. A karaktereket kártyára lehet menteni. Lehet őket változtatni, pályától függően, mint például a Japán kiadásban 2007 telén járunk, az Amerikai kiadásban pedig sokkal később.

## Film
- A Drifting című dal a film betétdalaÍrta és előadja Jay Chou

Nem tudod lejátszani a fájlt?
Egy Initial D-n alapuló élőszereplős akciófilm lett kiadva 2005. június 23-án Ázsiában. A film közösen lett kiadva a japán Avex céggel és a Hongkongi Media Asia csoporttal. Andrew Lau és Alan Mak rendezte, akik még a 2002-es Szigorúan piszkos ügyek-t és az 1999-es The Legend of Speed (A gyorsaság legendája) filmeket is rendezték, ami szintén egy autóversenyes film volt. A filmben Jay Chou Fujiwara Takumit, Edison Chen Takahashi Ryosuke-t alakítja.

## Külső hivatkozások
- Az AWEX Initial D-s oldala
- Észak-Amerikai premier az Initial D akciófilmről (angol)
- Gallery-Stage
- Initial D Arcade Stage 3.0